# Chamaecrista angustissima
Chamaecrista angustissima là một loài thực vật có hoa trong họ Đậu. Loài này được (Lam.) Greene miêu tả khoa học đầu tiên năm 1899.